# Jamie Hyneman
James Franklin « Jamie » Hyneman, né le 25 septembre 1956 à Marshall, est un expert américain des effets spéciaux, plus connu pour être le coanimateur de l'émission télévisée MythBusters. Il est le fondateur de M5 Industries, un atelier d'effets spéciaux situé à San Francisco où l'émission MythBusters est filmée.
Il est également connu pour avoir créé le robot de combat Blendo (en) pour l'émission BattleBots, lequel a été, pour un temps, jugé trop dangereux pour entrer dans la compétition.

## Vie personnelle
En 2006, il a assisté à une conférence annuelle américaine des sceptiques appelée The Amaz!ng Meeting (elle a pour sujet la science, le scepticisme scientifique, et la pensée critique).[réf. nécessaire]